# 中統 (年號)
中统（1260年五月十九日—1264年八月十五日）是元世祖忽必烈第一個年号，共使用了5年。

## 改元
- 庚申年——五月十九日，元世祖忽必烈有詔建元中統。[2][3]
- 中統五年——八月十六日，元世祖忽必烈改元至元。[4][5]

## 西曆紀年對照表
| 中統 | 元年   | 二年   | 三年   | 四年   | 五年   |
| ---- | ------ | ------ | ------ | ------ | ------ |
| 公元 | 1260年 | 1261年 | 1262年 | 1263年 | 1264年 |
| 干支 | 庚申   | 辛酉   | 壬戌   | 癸亥   | 甲子   |

## 大事记
蒙哥在1259年去世后，次年（1260年）其幼弟阿里不哥在哈拉和林被选立为大蒙古大汗，而忽必烈则在中原开平在精兵拥立下自立为大汗。阿里不哥与忽必烈为此发动战争争夺汗位，直到1264年阿里不哥兵败投降，忽必烈定为蒙古大汗，迁都大都，改年号为至元。

## 同期存在的其他政权年号
- 中國
  - 景定（1260年－1264年）：南宋—宋理宗趙昀之年號
- 越南
  - 紹隆（1258年－1278年）：越南陳朝—陳聖宗陳晃之年號
- 日本
  - 正元（1259年－1260年）：後深草天皇與龜山天皇之年號
  - 文應（1260年－1261年）：龜山天皇之年號
  - 弘長（1261年－1264年）：龜山天皇之年號
  - 文永（1264年－1275年）：龜山天皇與後宇多天皇之年號

## 深入閱讀
- 李崇智. . 北京: 中華書局. 2004年12月. ISBN 7101025129.
- 鄧洪波.  (pdf). 臺北: 國立臺灣大學東亞經典與文化研究計劃. 2005年3月  [2021-11-05]. ISBN 9789860005189. （原始内容存档于2007-08-25）.

## 参看
- 中国年号索引

| 前一年號： -- | 元朝年号 | 下一年號： 至元 |